# Beykent Üniversitesi
Die Beykent Universität ist eine private Universität in Istanbul mit derzeit gut 17.000 Studenten. Die Universität hat drei Standorte in Istanbul, in Beylikdüzü, Ayazağa sowie Taksim.
Der derzeitige Außenminister der Republik Türkei Ahmet Davutoğlu war zuvor Vorstand des Institutes für Internationale Beziehungen.
Mehrere in der Türkei bekannte Schauspieler und Sänger wie Murat Dalkılıç, Özgür Çevik, Biray Dalkıran, Gökhan Irmak, Sinem Kobal und Gaye Turgut studierten an der Fakultät für bildende Künste.